# Caryospora paraensis
Caryospora paraensis – gatunek pasożytniczych pierwotniaków należący do rodziny Eimeriidae z podtypu Apicomplexa, które kiedyś były klasyfikowane jako protista. Występuje jako pasożyt węży. C. paraensis cechuje się tym iż oocysta zawiera 1 sporocystę. Z kolei każda sporocysta zawiera 8 sporozoitów.
Obecność tego pasożyta stwierdzono u Oxyrhopus petola digitalis należącego do rodziny połozowatych (Colubridae).
Występuje na terenie Brazylii w Ameryce Południowej.

## Sporulowana oocysta
Jest kształtu kulistego lub lekko jajowatego, ściana oocysty bezbarwna, pojedyncza  o grubości 1 μm. Oocysta posiada następujące rozmiary: długość 16,2 – 18,7 μm, szerokość 15 – 18,7 μm. Brak mikropyli oraz wieczka biegunowego. Występuje pojedyncze ciałko biegunowe, o wielkości 2 × 1,2 μm. Ciałko to przylega do wewnętrznej części ściany oocysty.

## Sporulowana sporocysta i sporozoity
Sporocysty kształtu owoidalnego o długości 13,7 – 16,2 μm, szerokości 10 – 112,5 μm. Występuje ciałko Stieda oraz substieda body (SBB). Brak parastieda body (PSB). Występuje ciałko resztkowe sporocysty. Sporozoity w kształcie kiełbasek, ułożonych wokół ciałka resztkowego sporocysty.